# Alba Gutiérrez
Alba Fernández Gutiérrez, nota come Alba Gutiérrez (Madrid, 18 febbraio 1994), è un'attrice spagnola, conosciuta per aver interpretato il ruolo di Lucía Alvarado nella soap Una vita.

## Biografia
Nata nel 1994 a Madrid, Alba Gutiérrez è la figlia della regista, produttrice e sceneggiatrice Chus Gutiérrez. È la nipote della coreografa e ballerina Blanca Li e nipote del compositore Tao Gutiérrez.

### Carriera
Ha iniziato a recitare da quando era bambina. Ha recitato nei film Poniente (2002), El calentito (2005), e Retorno a Hansala (2008), tutti diretti dalla madre Chus Gutiérrez.
Ha anche recitato in vari cortometraggi, e nel 2016 si è diplomata  alla RESAD (Real Escuela Superior de Arte Dramático) di Madrid. Inoltre completa la sua formazione con corsi di danza classica e contemporanea presso la scuola di Víctor Ullate Roche.
Ha anche recitato in molte opere teatrali, fra le quali La Vendimia De Los Sentidos (2014), Maldita Lisiasa (2014), La Familia a la Moda (2015), Las Noches de Madrid (2016), Achaques (2016), Love Room 102 (2017), Sueño de una Noche de Verano (2017), Barcelona 92 (2018), Tsunami (2018) e Recuersos Inhumanos (2018).
Dal 2018 al 2019 è stata protagonista della soap opera Una vita, interpretando il ruolo di Lucía Alvarado, una giovane ereditiera che si innamora del sacerdote Telmo Martínez (interpretato da Dani Tatay).
Nel 2019 e nel 2020 ha recitato nella soap opera Per sempre nel ruolo di Marina Crespo Solano  e successivamente, nel 2021, anche nello spin-off Luimelia, insieme a Paula Usero e Carol Rovira.
Nel 2020 è apparsa in Rol & Rol, un documentario sull'emancipazione delle donne, diretto dalla madre Chus Gutiérrez.
Nel 2021 ha scritto e diretto il suo primo cortometraggio XSmall, in cui recita l'attrice Paula Usero. Il cortometraggio si è aggiudicato molti premi.
Nel 2022 ha recitato nel film Sin ti no puedo, diretto dalla madre Chus Gutiérrez. Inoltre è nel cast della quarta stagione di Madri - Una vita d'amore e nelle due serie francesi Marion e Cuisine interne, queste ultime girate a Parigi.
Nel 2023 ha recitato nella serie Escándalo - Storia di un'ossessione di Mediaset España, e nella serie Entre tierras, versione spagnola de La sposa. Nello stesso anno è entrata nel cast della soap opera Mía es la venganza e, successivamente, della soap La Moderna.

## Filmografia

### Attrice

#### Cinema
- Poniente, regia di Chus Gutiérrez (2002)
- El calentito, regia di Chus Gutiérrez (2005)
- Retorno a Hansala, regia di Chus Gutiérrez (2008)
- Cinema Verité, Verité, regia di Elena Manrique (2013)
- Sin ti no puedo, regia di Chus Gutiérrez (2022)
- De Caperucita a loba, regia di Chus Gutiérrez (2023)
- Tu madre o la mía: Guerra de suegras, regia di Chus Gutierrez (2024)
- Cometiendo Aciertos, regia di Aitor Gata (2025)
- Un cuento de hadas, regia di Federico Celada (2025)

#### Televisione
- Cuenta Conmigo – serie TV, 1 episodio (2017)
- Una vita (Acacias 38) – soap opera, 208 episodi (2018-2019)
- Per sempre (Amar es para siempre) – soap opera, 253 episodi (2019-2020)
- #Luimelia – serie TV, 10 episodi (2021)
- Madri - Una vita d'amore (Madres. Amor y vida) – serie TV, 6 episodi (2022)
- Marion – serie TV (2022)
- Cuisine interne – serie TV, 2 episodi (2022)
- Escándalo - Storia di un'ossessione (Escándalo, relato de una obsesión) – serie TV, 8 episodi (2023)
- Mía es la venganza – soap opera, 107 episodi (2023)
- Entre tierras – serie TV, 3 episodi (2023)
- La Moderna – soap opera, 300 episodi (2023-2025)

#### Webserie
- Nadia en Cuesta – webserie, 1 episodio (2013)

#### Cortometraggi
- Sin pensarlo dos veces, regia di Chus Gutiérrez (2009)
- Me gustaría estar enamorada... a veces me siento muy sola, regia di Chus Gutiérrez (2010)
- Mi primer amanecer, regia di Chus Gutiérrez (2010)
- Realidad, regia di Aitor Gata (2021)
- Post mortem, regia di Pablo Perea (2021)
- Knock, regia di Leticia Barrios e Guillermo Bacariza (2022)

#### Documentari
- Rol & Rol, regia di Chus Gutiérrez (2020) – Intervistata

#### Videoclip
- Fácil di Nya De La Rubia (2020)

### Regista e Sceneggiatrice

#### Cortometraggi
- XSmall (2022)

## Teatro
- La Vendimia De Los Sentidos, diretto da Junta Castilla e León (2014)
- La Biblioteca de Alonso Quijano, A Maravilla (2014)
- Maldita Lisiasa, diretto da Rafael Doctor Roncero (2014)
- El Conjuro del Agua (2015)
- Pepin Machine, diretto da Juan Gómez (2015)
- La Familia a la Moda, diretto da Roberto Rodríguez (2015)
- Las Noches de Madrid, diretto da Javier Sauquillo (2016)
- Achaques, diretto da Pablo Gallego (2016)
- Ionesco 4G, diretto da Hernán Gené (2016)
- Love Room 102, presso il Microteatro (2017)
- Sueño de una Noche de Verano, diretto da P. Montenegro (2017)
- Historia Sórdita, diretto da Ana De Vera (2017)
- Barcelona 92, diretto da Emmanuel Medina (2018)
- Dios tiene coño (2018)
- Tsunami (2018)
- Recuersos Inhumanos, diretto da Aitor Gata (2018)
- Tres Sombreros de Copa, diretto da Natalia Menéndez, presso il Centro Dramático Nacional (2019)
- Sábado 7 - Realidad, diretto da Aitor Gata, presso il Teatro Alfil (2019)
- Nou, diretto da Miguel Ángel Romo (2020-2021)

## Doppiatrici italiane
Nelle versioni in italiano dei suoi film e delle sue serie TV, Alba Gutiérrez è stata doppiata da:
- Debora Magnaghi[16] in Una vita[17]
- Isabella Benassi[18] in Escándalo - Storia di un'ossessione[19]